# Sovjetunionens håndboldlandshold (damer)
Sovjetunionens håndboldlandshold var det sovjetiske landshold i håndbold for kvinder som også deltog i internationale håndboldkonkurrencer. Holdets træner var Jevgenij Trefilov.

## Resultater

### VM i håndbold
- 1962: 6. plads
- 1973:  Bronze
- 1975:  Sølv
- 1978:  Sølv
- 1982:  Guld
- 1986:  Guld
- 1990:  Guld

### OL
- 1976:  Guld
- 1980:  Guld
- 1984: Boykottet
- 1988:  Bronze